# Presidentens medalj

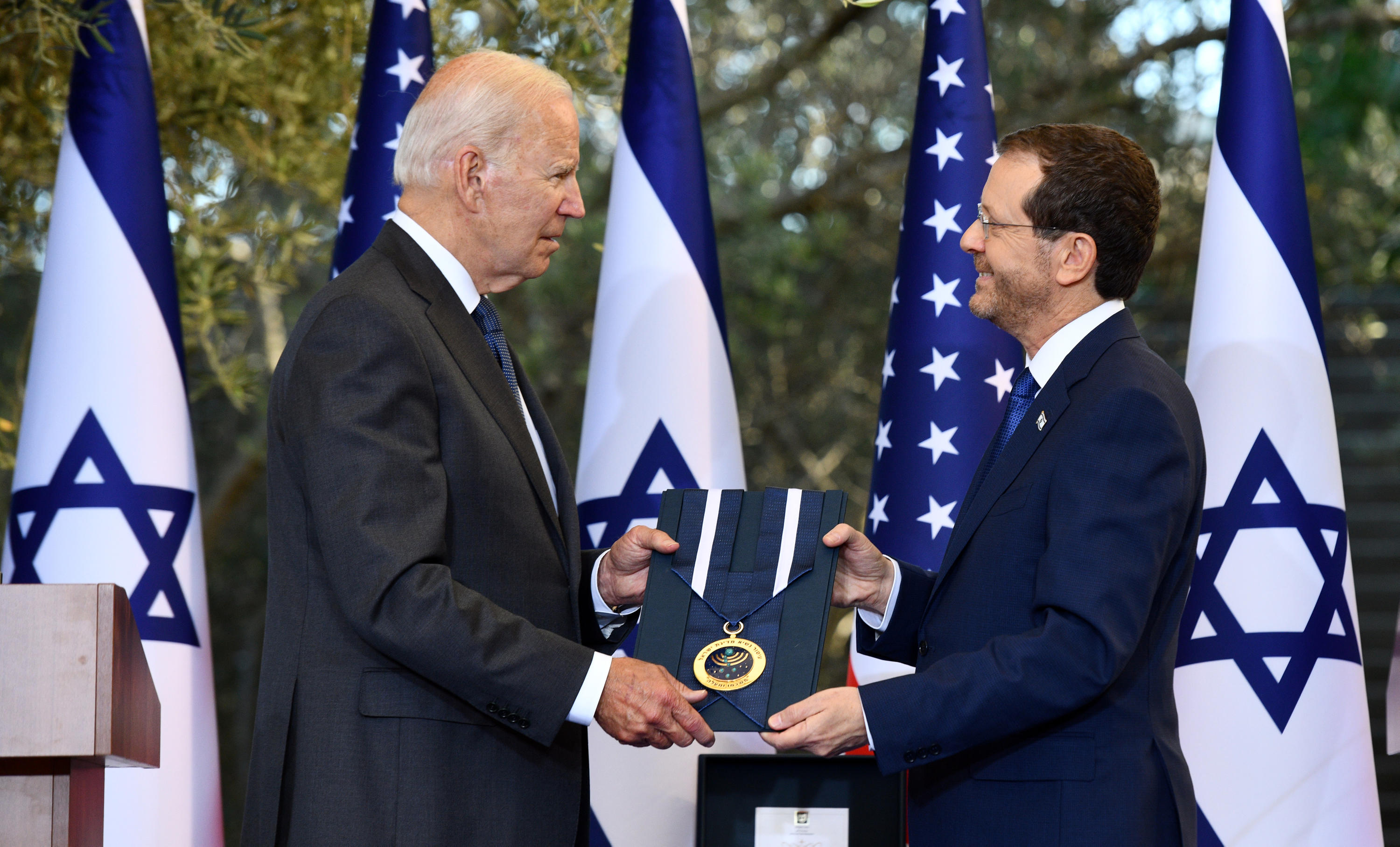
Israels president, Isaac Herzog, ger priset till USA:s president, Joe Biden, år 2022.

Presidents medalj (hebreiska: עיטור נשיא מדינת ישראל) är en israelisk utmärkelse som delas ut av landets president. Medaljen är Israels högsta utmärkelse. Den instiftades år 2012 av presidenten Shimon Peres, och delas ut som tacksamhetsbevis för tjänster för Israel eller mänskligheten. Mottagaren behöver inte vara varken israeliskt medborgare eller jude.
Antal mottagare har begränsats till sex per år.
Medaljen består av en klass:
- Släpspänne